# Pioniere Noi Donne
Pioniere Noi Donne était un magazine de bandes dessinées publié à la fin des années 1960 comme supplément à Noi Donne et financé par Union des femmes en Italie.

## Histoire
La publication de Pioniere di Noi Donne a commencé le 21 mars 1967 et s'est arrêtée le 14 mars 1970; au départ, elle était composée par huit pages avec quelques rubriques, des histoires, des jeux, des fiches scolaires, puis les pages ont été progressivement réduites jusqu'à ce que, dans les derniers numéros de 1970, elle soit publiée en tant que page de Noi Donne. Le magazine était la continuation de Il Pioniere dell'Unità, après que ce dernier ait cessé de paraître.
Avant même sa sortie officielle, la revue a été avancée, du 6 janvier 1963 au 4 mars 1967, en publiant un encart intitulé Album dei Piccoli pour un total de 214 numéros, avec des personnages qui seront repris par la revue Pioniere.
Après sa fermeture, Noi Donne publiera un supplément intitulé Pagina dei Bambini, du 21 mars 1970 au 24 février 1974, pour un total de 189 numéros. Les personnages étaient toujours ceux de Pioniere Noi Donne, seul le nom avait changé,.
Noi Donne, du 6 janvier 1963 au 4 mars 1967, a publié un encart sous le nom d'Album dei Piccoli pour un total de 214 numéros. De nombreux articles et personnages ont été repris du magazine Pioniere.
Le Comitato Ricerca Associazione Pionieri (CRAP) a contribué à la recherche et à l'enrichissement de tous les journaux et documents décrits ici.

## Les personnages
Les personnages principaux des différentes bandes dessinées ont d'abord été publiés dans Pioniere et repris ici :
- Pif : planches d'origine française, réalisées pour la revue pour enfants Vaillant, dessinées par José Cabrero Arnal[6].
- Atomino : également publié dans le magazine pour la jeunesse Frösi en République démocratique allemande à partir de 1964[7]. Des livres sur Atomino ont également été publiés au fil des ans[8], sous la plume de Vinicio Berti[9].
- Smeraldina: l'amie d'Atomino.

## Les auteurs
Parmi les nombreux auteurs, on trouve des figures telles que Gianni Rodari, Umberto Saba, Raymond Poïvet, Marcello Argilli, Paolo Monelli, Marino Moretti, Dario Ortolani, Leone Sbrana et bien d'autres.